# Tarja Mulari
Tarja Mulari, née le 3 mai 1965 à Kuopio, est une skieuse finlandaise spécialisée dans le ski de vitesse.

## Biographie
Le ski de vitesse est dans le programme des Jeux olympiques de 1992 à Albertville en tant que sport de démonstration ; elle y remporte la médaille d'or en établissant un record du monde de vitesse à 219,245 km/h.